# Oerlenbach
Oerlenbach est une commune dans l'arrondissement de Bad Kissingen en Basse-Franconie.

## Jumelages
- Douvres-la-Délivrande (France)